# Vera Barbosa
Vera Barbosa (13 de enero de 1989) es una deportista de Portugal que compite en atletismo. Ganó una medalla de plata en el Campeonato Europeo de Atletismo por Equipos de 2019, en la prueba de 4 × 400 m.